# Fahrlachtunnel
Der 489 m lange Fahrlachtunnel ist ein Kernstück der Südtangente Mannheims. Diese verbindet auf etwa 4,5 Kilometern als Teil der B 36 mit jeweils zwei durchgehenden Fahrstreifen pro Fahrtrichtung die östlich von Mannheim verlaufende B 38a mit der über den Rhein nach Ludwigshafen führenden B 37 im Westen. Sie führt so auch den Verkehr von der A 656 und der A 6 zur A 650 an der Mannheimer Innenstadt vorbei. Der Tunnel unterquert schräg die östlichen Zulaufstrecken zum Mannheimer Hauptbahnhof mit Gleisanlagen von insgesamt 60 m Breite.

## Geschichte
Für die Südtangente hatte man eine Prognosebelastung von ca. 30.000 Kfz pro Tag für das Jahr 2000 errechnet. Da die Gleisanlagen an dieser Stelle bereits vom Brückenbau des Neckarauer Übergangs überspannt wurden, wie auch aus städtebaulichen Gründen fiel 1986 die Entscheidung für eine Tunnellösung. Der symbolische erste Spatenstich erfolgte im Oktober 1988. Im April 1994 wurde der Tunnel dem Verkehr übergeben.
Für die Zu- und Abfahrt waren zwei Rampenbauwerke mit einer Gesamtlänge von 210 m zu errichten. Die daran anschließenden beiden äußeren Abschnitte des Tunnels mit zusammen 305 m Länge konnten in offener Bauweise erstellt werden. Der mittlere Abschnitt unmittelbar unter den Gleisen musste auf 184 m notwendigerweise bergmännisch vorgetrieben werden. Auf 10 zu unterfahrenden Bahngleisen mit ca. 1100 Zugbewegungen pro Tag sowie 17 Weicheneinheiten musste der Zugverkehr in der Bauzeit unbeeinträchtigt und ohne Reduzierung der Geschwindigkeit aufrechterhalten werden.
Der Tunnel liegt überwiegend im Grundwasser, der Untergrund besteht aus Kies- und Sandschichten. Es wurde daher ein Verfahren der Baugrundvereisung gewählt, bei dem 27.000 Kubikmeter Boden gefroren wurden, um im Schutz der Vereisung die zwei Röhren des Tunnels in insgesamt vier Segmenten bergmännisch vortreiben zu können. Es handelte sich damals um die weltweit größte horizontale Baugrundvereisung.
Mit der Verlegung des an den Tunnel grenzenden Abschnitts der Südtangente im Bereich Mannheim-Lindenhof unmittelbar an die Bahnlinie wurde 2013 auch die Anbindung an den Fahrlachtunnel geändert. Täglich verkehren auf der Strecke rund 62.000 Kraftfahrzeuge. Im Bereich des Tunnels besteht eine Geschwindigkeitsbegrenzung auf 50 km/h. Bis zum 10. Mai 2018 bestand eine Geschwindigkeitsbegrenzung auf 70 km/h, welche zur Erhöhung der Verkehrssicherheit und Reduzierung der Unfallwahrscheinlichkeit geändert wurde. 

## Technische Daten
- Tunnelröhren: 2
- Röhrenbreite: je 10,15 m
- Röhrenhöhe: je 7,4 m
- Länge: 489 m
- Sohle: 17 m

## Sperrung von 2021 bis 2023
Nachdem zuvor aus Sicherheitsgründen bereits seit Mitte Juni 2021 jeweils eine Fahrspur pro Fahrtrichtung gesperrt war, erfolgte kurzfristig am 3. August 2021 eine Vollsperrung. Anlass waren zwei Gutachten, die erhebliche Mängel bei der Lüftung des Tunnels festgestellt hatten.     
Nach der Modernisierung der Sicherheitstechnik, einer Großübung der Rettungskräfte und einem erfolgreich absolvierten Brandversuch wurden die beiden Tunnelröhren mit allen Fahrspuren am 10. Mai 2023 wieder in Betrieb genommen. Gefahrguttransporten ist die Nutzung weiterhin untersagt.     
Die Sanierung soll ab 2026 durchgeführt werden und etwa vier Jahre dauern.